# Nation of Domination
Die Nation of Domination (NOD) war eine amerikanisch-kanadische Heel-Fraktion im professionellen Wrestling, die vom 17. November 1996 bis zum 28. November 1998 in der World Wrestling Federation (WWF, heute WWE) antrat.
Die Gruppe wurde 1996 von dem Newcomer Faarooq gegründet und blieb während der Attitude Era eine einflussreiche Gruppierung in der Company. Während der Zeit in der Gruppe war The Rock ein einmaliger Intercontinental Champion und D'Lo Brown ein zweimaliger European Champion. Gegen Ende ihrer Existenz wurde das Team durch den Kanadier Owen Hart ergänzt.

## Konzept
Die Gruppe basierte lose auf der Nation of Islam und einem Librate-Straßengang-Lebensstil (wobei die Gruppenmitglieder islamische Namen annahmen und muslimische Kopfbedeckungen trugen) und der Black Panther Party und wurde als „Streets of the Hood“ bezeichnet. Der Extremismus des pro-schwarzen Themas der Gruppe, zu dem auch der „Nation Salute“ und Faarooqs wütende Tiraden am Mikrofon gehörten, brachte ihnen eine übermäßige Menge an Heat von den Fans in den Arenen ein und Faarooq nannte sich selbst den „Dictator of the Nation“.

## Geschichte

### United States Wrestling Association (1996)
Die ursprüngliche Nation of Domination wurde 1996 in der United States Wrestling Association (USWA) gegründet. Angeführt wurde die Gruppe von PG-13 (einem Tag-Team, bestehend aus J. C. Ice und Wolfie D). Weitere Mitglieder waren Kareem Olajuwon, Sir Mohammad, Elijah, Brakkus, Shaquille Ali, Randy X und Queen Moisha.

### World Wrestling Federation

#### Erste NOD in WWF (1996–1997)
Eine separate Gruppe namens Nation of Domination war die Heel fraktion, die in der WWF gebildet wurde, als der Wrestler Faarooq von seinem Manager Clarence Mason unterstützt wurde. In der Ausgabe von Monday Night Raw am 28. Oktober 1996 verriet Moderator Jim Ross, dass Faarooq Mason als seinen neuen Manager eingestellt hatte, nachdem Ross Masons Dienste für einen Prozess gegen Ahmed Johnson empfohlen hatte. Ross merkte an, dass das Duo am Samstag bei WWF Livewire auftreten würde, wo „große Veränderungen“ für Faarooq anstehen würden, was bedeutete, dass er sein „römisches Gladiatoren“-Gimmick zugunsten eines Diktators der Nation ablegen würde. Die beiden Männer wurden auch von drei Schauspielern, Albert Armstrong, Charles Hines und Richard Beach, begleitet, deren Namen auf dem Bildschirm nicht bekannt gegeben wurden und die andere Mitglieder der Nation darstellen sollten. Im Laufe der Zeit traten viele Wrestler der Heel-Fraktion bei, darunter PG-13 (J. C. Ice und Wolfie D), Crush, D'Lo Brown und Savio Vega. Ihre erste Fehde war mit Ahmed Johnson, der seit dem SummerSlam mit Faarooq rivalisierte. Beim Royal Rumble unterstützte The Nation Faarooq bei seinem Match gegen Johnson. Faarooq verlor durch Disqualifikation, nachdem Crush sich einmischte und Johnson attackierte.
Faarooq, Crush und Vega waren die Mitglieder von Nation of Domination, die wrestelten, während andere sie während ihrer Matches unterstützten. Diese drei Männer taten sich oft in Sechs-Mann-Tag-Team-Matches zusammen, wie zum Beispiel bei In Your House 13: Final Four gegen Bart Gunn, Goldust und Flash Funk und vor allem in einem Chicago Street Fight bei WrestleMania 13 gegen die Legion of Doom (Hawk und Animal) und Ahmed Johnson. Bei A Cold Day In Hell stand The Nation Johnson in einem Gauntlet-Match gegenüber. Johnson besiegte Crush und Vega im Gauntlet, bevor er gegen Faarooq verlor.
JC Ice und Wolfie D wurden nach einer Niederlage gegen die Legion of Doom aus der Nation entfernt, die Nation überließ sie damit ihrem Schicksal. Faarooq wurde wütend auf den Rest der Gruppe und feuerte die gesamte Nation mit Ausnahme von Brown nach Faarooqs Niederlage gegen den Undertaker bei King of the Ring, wo Faarooq das Match unter anderem wegen der Ablenkung durch den Streit zwischen Vega und Crush am Ring verlor. Laut Clarence Mason bat er darum, aus der Gruppe entfernt zu werden, weil es ihm hinter der Bühne unangenehm war, dass Faarooq in seinen Promos rassistische Bemerkungen machte und Vince McMahon wollte, dass die Manager mehr Schläge einstecken und an Matches teilnehmen.

#### Black Supremacy und der Bandenkrieg (1997–1998)
In der Raw Is War-Folge vom 16. Juni versprach Faarooq, dass er eine „Bigger, Badder, Better and Blacker“-Version der Nation abliefern würde, nachdem er Crush, Mason und Savio Vega „entlassen“ und nur Brown behalten hatte. Dies führte zur Aufnahme von Kama Mustafa und Ahmed Johnson in die Gruppe, nachdem Johnson den damaligen WWF-Champion The Undertaker in einem Tag-Team-Match gegen Faarooq und Kama angriff. Johnson musste wegen einer schweren Verletzung aus der Gruppe ausscheiden. Er wurde durch Rocky Maivia ersetzt. In der Zwischenzeit gründeten die ehemaligen Nation-Mitglieder Vega und Crush ihre eigenen rivalisierenden Fraktionen, Los Boricuas (die ausschließlich aus puerto-ricanischen Wrestlern bestanden) bzw. The Disciples of Apocalypse (die ausschließlich aus weißen Biker-Wrestlern bestanden). Dies führte zu einem „Bandenkrieg“ im Stil der WWF.
In den folgenden Monaten fehdete Nation mit Los Boricuas und den Disciples of Apocalypse. Diese Fehde gipfelte in einem Triple Threat Match zwischen Faarooq, Vega und Crush, den Anführern von Nation, Los Boricuas bzw. DOA, bei Ground Zero, das Vega gewann. Sie nahmen ihre Fehde mit der Legion of Doom wieder auf, die The Nation bei Badd Blood besiegte: In Your House in einem 3-on-2-Handicap-Match besiegte. Als Teil seines Heel Turns verkürzte Rocky Maivia seinen Ringnamen und änderte ihn in The Rock. Zu dieser Zeit nahm auch Ahmed Johnson die Fehde mit der Nation wieder auf und schloss sich der Legion of Doom und Ken Shamrock an. Dies führte zu einem Survivor Series Match bei Survivor Series, das die Nation gegen die Legion of Doom, Johnson und Shamrock verlor. Bei D-Generation X: In Your House bekam The Rock eine Chance auf die Intercontinental Championship gegen Stone Cold Steve Austin. In den letzten Minuten des Matches führte Austin einen Stone Cold Stunner auf den Ringrichter aus. Ein zweiter Ringrichter kam hinzu und zählte den Pin für Austin, obwohl der erste Ringrichter Austin disqualifizieren wollte.
Infolge dieser Kontroverse war Austin gezwungen, den Titel am nächsten Abend bei Raw Is War gegen The Rock zu verteidigen. Rock wurde die Intercontinental Championship jedoch zugesprochen, nachdem Austin ihm den Titel abnahm, anstatt ihn in einem Rematch zu verteidigen, indem er Rock einen Stunner verpasste und danach den Championship-Gürtel zurücknahm. Austin trat in der nächsten Woche bei Raw is War auf, verspottete Rock und warf schließlich den Intercontinental Championship Gürtel über eine Brücke in einen Fluss. Ken Shamrock, der bereits ein Rivale der Nation war, begann eine Fehde mit The Rock um den Intercontinental Championship. In der Raw Is War Episode vom 12. Januar 1998 wurde Mark Henry zum Heel und schloss sich der Nation an, indem er seinen Tag-Team-Partner Ken Shamrock in einem Tag-Team-Match gegen The Rock und D'Lo Brown angriff.

#### Die Führung von The Rock (1998)
In der Folge Raw Is War vom 30. März 1998, in der Nacht nach WrestleMania XIV, übernahm The Rock die Führung der Nation von Faarooq, woraufhin die Gruppe das Wort „of Domination“ aus ihrem Namen und ihrer militanten Ausrichtung strich. Stattdessen verbreitete sich das Gimmick von The Rock in der gesamten Gruppe, wobei die Mitglieder der Nation deutlich angesagtere Charaktere annahmen. Am bemerkenswertesten waren Kama Mustafas Verwandlung in The Godfather, D'Lo Browns „Wackelkopf“ und Stolzieren sowie eine neue angesagte Version des Eingangsthemas der Gruppe, das mit The Rocks Charakter in Verbindung gebracht und im Laufe der Jahre immer wieder neu abgemischt wurde, um sein aktuelles Thema zu werden. Das Hauptaugenmerk von The Nation lag nun darauf, dass The Rock den Intercontinental-Titel „mit allen Mitteln“ behielt, was auch das Motto der Gruppe war. Sie fehdeten hauptsächlich mit Faarooq, der gerade aus dem Stable geworfen worden war. Bei Mayhem in Manchester verloren The Rock und D'Lo Brown gegen Ken Shamrock und Owen Hart. Bei Unforgiven: In Your House, verlor The Nation gegen Shamrock, Faarooq und Steve Blackman in einem Sechs-Mann-Tag-Team-Match. In der Raw Is War-Folge vom 27. April traten The Rock und Mark Henry gegen Shamrock und Hart in einem Tag-Team-Match an, bei dem Hart Shamrock angriff und sich der Nation anschloss.
Es folgte eine Rivalität mit der D-Generation X (DX), in der die berüchtigte DX-Parodie aufgeführt wurde, in der sie die Mitglieder der Nation parodierten; Rock demütigte Chyna gründlich, indem er auf eine mögliche romantische Begegnung zwischen den beiden anspielte, während der Rest der DX in ihrer Umkleidekabine von einem Gabelstapler in Schach gehalten wurde; ein Straßenkampf zwischen den beiden Gruppen, der damit endete, dass insbesondere Triple H vom Rest der Gruppe herausgegriffen und mit einer Leiter niedergeschlagen wurde, nachdem Southern Justice im Namen der Nation in das Match eingegriffen hatte; das Leitermatch um die Intercontinental Championship zwischen den beiden beim SummerSlam; und X-Pac und Brown, die sich die European Championship hin und her schoben. The Nation und DX traten auch in einem Sechs-Mann-Tag-Team-Match bei Over the Edge: In Your House an, das The Nation gewann.

#### Untergang der Nation (1998)
Gegen Ende des Jahres gab es in der Gruppe Anzeichen für Uneinigkeit, als Rocks Auftreten und seine Überheblichkeit bei den Fans ankamen. Dies führte dazu, dass die WWF The Rock zum Face machte. Hart verließ die Gruppe, als er Dan Severn nach einem verpfuschten Reverse Piledriver bei Raw Is War in der Nacht nach Breakdown „verletzte“. Der Vorfall war eine Nachahmung des legitimen Vorfalls, bei dem Hart ein Jahr zuvor Stone Cold Steve Austin mit demselben Move verletzt hatte. Die Schuld an der Verletzung von Severn führte dazu, dass Hart sich „zurückzog“, dann aber als The Blue Blazer wieder auftauchte und damit seine Zugehörigkeit zur Nation beendete. Der Godfather wagte sich als Fan-Liebling auf eigene Faust in den Ring und brachte vor seinem Match mit einem beliebigen Wrestler eine Schar von Schönheiten mit. Rock wurde später im Oktober 1998 von Brown und Henry angegriffen, was letztendlich das Ende der Nation als Fraktion bedeutete. Nachdem sie Godfather in der Sunday Night Heat-Episode vor Judgment Day aus der Gruppe geworfen hatten Judgment Day In Your House, setzten Brown und Henry kurzzeitig den Nation-Namen, einen modifizierten Titantron und Musik ein, bis sie alle drei zum Jahresende fallen ließen, da sie in die Tag-Team-Division ohne den Nation-Namen übergingen.

### Nachwirkungen
Kurz nach der Auflösung von The Nation beschloss The Rock, allein anzutreten, um seinen immensen Popularitätszuwachs zu nutzen. Er gewann die WWF-Meisterschaft bei der Survivor Series und schloss sich erneut der McMahon Corporation an. Danach feierte er mehrere Jahre lang Erfolge, nicht nur in der Welt des Wrestlings, sondern auch in Hollywood. Im Jahr 2019 zog er sich aus dem professionellen Wrestling zurück. Owen Hart bildete später ein erfolgreiches Tag-Team mit Jeff Jarrett und ließ seine Figur des Blue Blazers wieder aufleben, bevor er im Mai 1999 starb.
D'Lo Brown und Mark Henry blieben auch nach der Auflösung der Nation ein Tag-Team und feierten mäßige Erfolge. Nachdem Brown versucht hatte, Henry beim Abnehmen zu helfen, wandte sich Henry im Sommer 1999 gegen Brown und beendete damit die letzten Überreste der Nation of Domination. Auf dem Höhepunkt seiner Popularität hielt Brown schließlich sowohl den Interkontinental- als auch den Europatitel. Henry formte seinen „Sexual Chocolate“-Charakter und wurde später im selben Jahr von Jeff Jarrett mit der European Championship ausgezeichnet. Henry gewann später in seiner Karriere auch die ECW World Heavyweight Championship und die World Heavyweight Championship, bevor er sich 2017 zurückzog. Ende 1999 kam es zu einer Art Wiedervereinigung von The Nation, als sich D'Lo mit The Godfather verbündete und dessen Zuhälter-Gimmick imitierte. Diese Allianz hielt bis Anfang 2000, als D'Lo sich gegen The Godfather wandte und damit das Tag-Team beendete. The Godfather gewannen in den folgenden Jahren die Intercontinental und World Tag Team Championships.
Der frühere Anführer Faarooq hatte nach der Auflösung der Gruppe ebenfalls Erfolg und bildete mit Bradshaw das äußerst beliebte Tag Team Acolytes Protection Agency (APA). Die APA gewann später dreimal die World Tag Team Championship, bevor sie sich 2004 auflöste.
Derzeit sind The Rock, Faarooq und Godfather die einzigen ehemaligen Mitglieder, die noch bei der WWE beschäftigt sind, während Henry bei All Elite Wrestling angestellt ist. Rock steht auf Teilzeitbasis unter Vertrag, während er gleichzeitig einer der bestbezahlten Filmstars der Welt ist, Faarooq tritt seit seinem Rücktritt 2004 gelegentlich unter seinem richtigen Namen Ron Simmons auf, und Godfather wurde 2002 entlassen und zog sich zurück, um einen Gentleman's Club zu leiten; er hat immer noch gelegentliche Gastauftritte in der WWE. Brown wurde 2003 von der WWE entlassen, wurde aber 2008 wieder eingestellt; im folgenden Jahr wurde er erneut entlassen. Henry ist derzeit Teil des AEW Rampage-Sendeteams als Backstage-Interviewer. Faarooq, Godfather und Henry wurden 2012, 2016 bzw. 2018 in die WWE Hall of Fame aufgenommen.

### Wiedervereinigung
Qatar Pro Wrestling gab am 26. April 2021 bekannt, dass Henry, Brown, Godfather und Faarooq ihre Rollen als Nation of Domination wieder aufgenommen haben. Sie traten beim QPW SuperSlam 3 in Doha am 26. Februar 2022 auf.

## Mitglieder

### USWA
- PG-13 (J. C. Ice and Wolfie D)
- Kareem Olajuwon (Reggie B. Fine)
- Sir Mohammad
- Akeem Mohammad (Big Black Dog)
- Elijah
- Shaquille Ali
- Queen Moisha
- Randy X (Randy Hales)

### WWF
- Faarooq (17. November 1996 – 30. März 1998)
- Clarence Mason (17. November 1996 – 9. Juni 1997)
- J. C. Ice (17. November 1996 – 12. Mai 1997)
- Wolfie D (17. November 1996 – 12. Mai 1997)
- Crush (15. Dezember 1996 – 9. Juni 1997)
- D'Lo Brown (4. Januar 1997 – 28. November 1998)
- Savio Vega (25. Januar 1997 – 9. Juni 1997)
- Kama Mustafa/The Godfather (16. Juni 1997 – 18. Oktober 1998)
- Ahmed Johnson (16. Juni 1997 – 4. August 1997)
- Rocky Maivia/The Rock (11. August 1997 – 12. Oktober 1998)
- Mark Henry (12. Januar 1998 – 28. November 1998)
- Owen Hart (27. April 1998 – 5. Oktober 1998)

## Inkarnationen
- Erste Inkarnation(Heel): The Nation of Domination
  - Typ: stable
  - Aktiv: 17. November 1996 – 15. Dezember 1996 – 9. Juni 1997
  - Mitglieder: Faarooq (leiter), Queen Moisha (valet) Clarence Mason, J. C. Ice, Wolfie D, D'Lo Brown, Crush, Savio Vega, Sir Mohammad, Elijah, Albert Armstrong, Charles Hines, Richard Beach
- Zweite Inkarnation (heel): The Nation of Domination
  - Typ: stable
  - Aktiv: 9. Juni 1997 – 30. März 1998
  - Mitglieder: Faarooq (leiter), Rocky Maivia/The Rock, Kama Mustafa, D'Lo Brown, Ahmed Johnson, Mark Henry
- Dritte Inkarnation (heel): The Nation
  - Typ: stable
  - Aktiv: 30. März 1998 – 18. Oktober 1998
  - Members: The Rock (leiter), Owen Hart, D'Lo Brown, The Godfather, Mark Henry
- Vierte Inkarnation (heel): The Nation
  - Typ: tag team
  - Aktiv: 18. Oktober 1998 – 28. November 1998 (Der Name „The Nation“ wurde fallen gelassen); Brown und Henry machten als Team ohne ihn weiter.
  - Members: D'Lo Brown, Mark Henry

## Titel und Auszeichnungen
- World Wrestling Federation
  - WWF European Championship (2 times) – D'Lo Brown[27][28][29]
  - WWF Intercontinental Championship (1 time) – The Rock[30][31]